# Alstahaugs kommun
Alstahaugs kommun (norska: Alstahaug kommune) är en kommun i Nordland fylke i norra Norge. Kommunens centralort är staden Sandnessjøen. Den omfattar huvuddelen av ön Alsten (Alsta) och ytterligare cirka 920 omkringliggande småöar. Huvudnäringarna i kommunen är handel, service, jordbruk, transportindustri och mekanisk industri.
Den kända bergformationen "De syv søstre" (De sju systrarna) ligger i kommunen.

## Historia
Man har funnit spår av bosättningar här från järnåldern och på 900-talet var Tjøtta gård ett maktcentrum. Tidigare var Søvik centralort, men runt år 1900 blev det istället Sandnessjøen. Alstahaug var ett tag faktiskt biskopssäte, under åren 1805–1828, med Alstahaugs kyrka som domkyrka. Diktarprästen Petter Dass var präst i Alstahaug mellan åren 1689–1707.

### Administrativ historik
Alstahaugs kommun har sitt ursprung i 1830-talet då flertalet norska kommuner bildades.
1862 och 1864 delades kommunen, varvid Tjøtta och Herøy kommuner bildades. 1899 delades kommunen igen och Sandnessjøens kommun bildades, då under namnet Stamnes kommun.
1965 slogs större delen av Alstahaugs kommun samman med Sandnessjøens kommun och större delen av Tjøtta kommun. Ett område med 461 invånare i Alstahaugs kommun lades istället till Herøy kommun.
1971 överfördes ett område med 32 invånare från Vega kommun.
1995 överfördes fastlandsdelen av Alstahaugs kommun med 70 invånare till Vefsns kommun.

## Tätorter
I Alstahaugs kommun finns en tätort:
- Sandnessjøen (centralort)

Orten Tjøtta har tidigare räknats som en tätort men uppfyller inte längre kriterierna.

## Socknar
Inom Norska kyrkan är Alstahaugs kommun indelad i tre socknar:
- Alstahaugs socken
- Sandnessjøens socken
- Tjøtta socken

Socknarna ingår i Nord-Helgelands prosteri i Sør-Hålogalands stift.

## Bilder

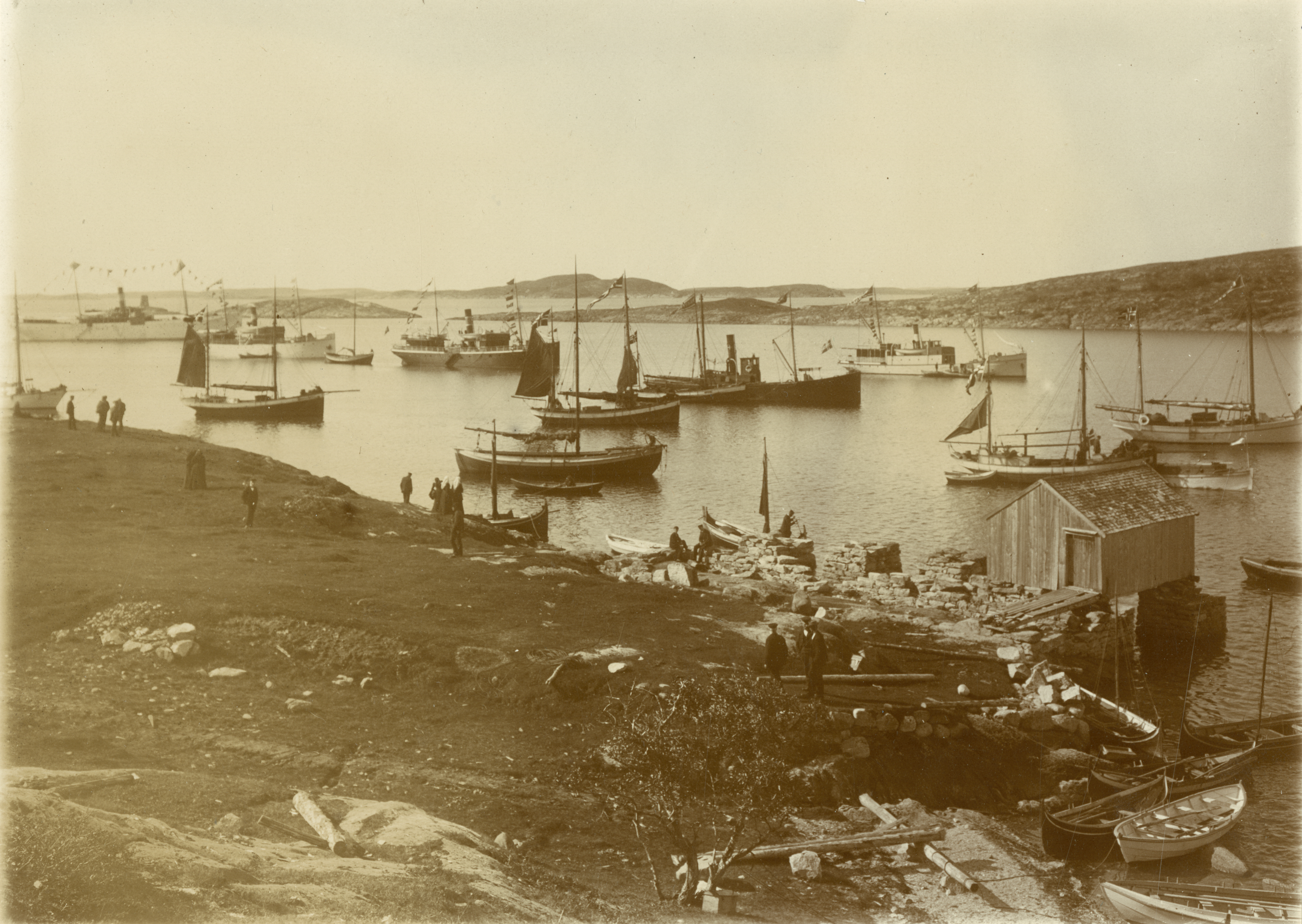
Alstahaug mellan 1900 och 1910.
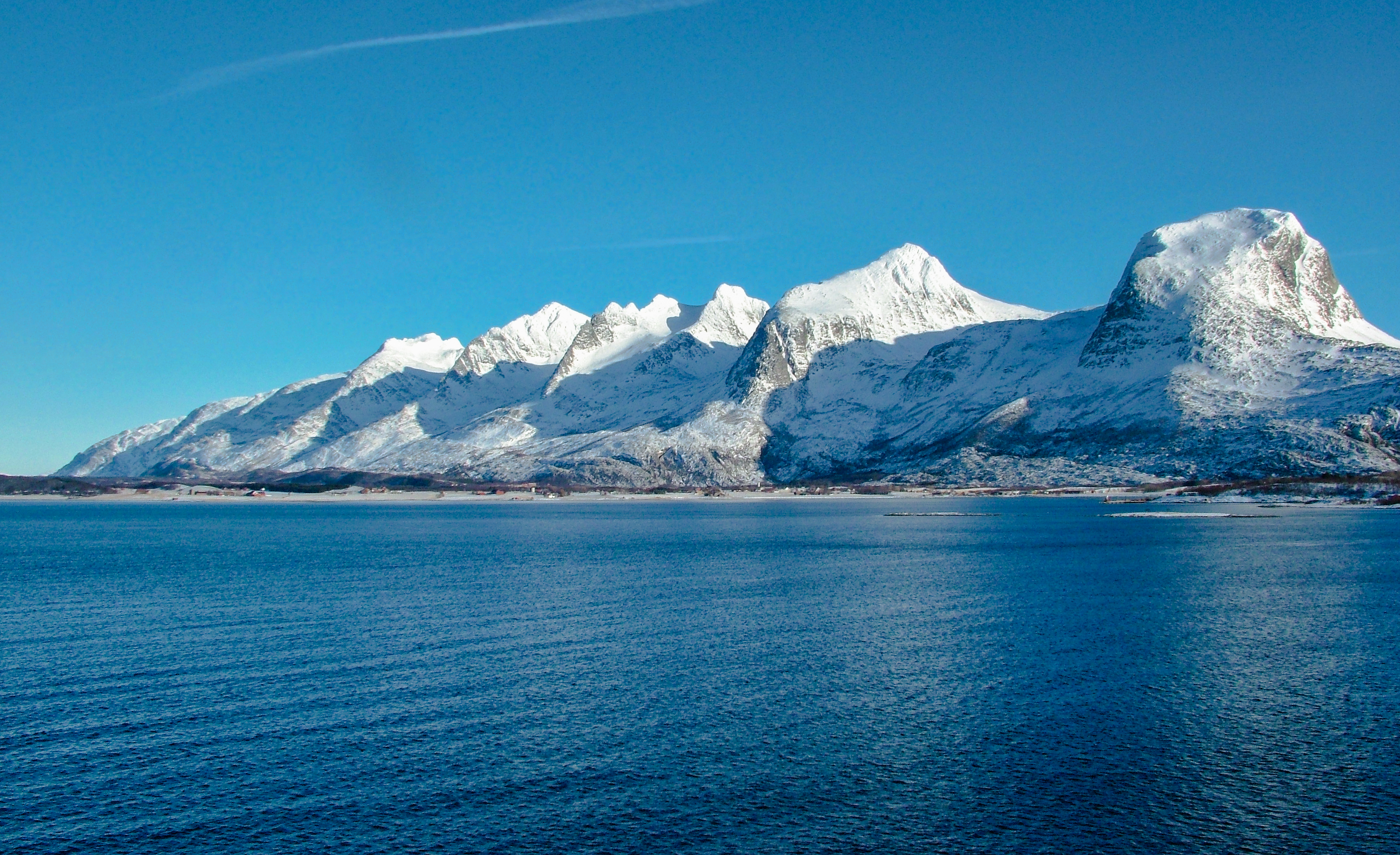
De syv søstre.
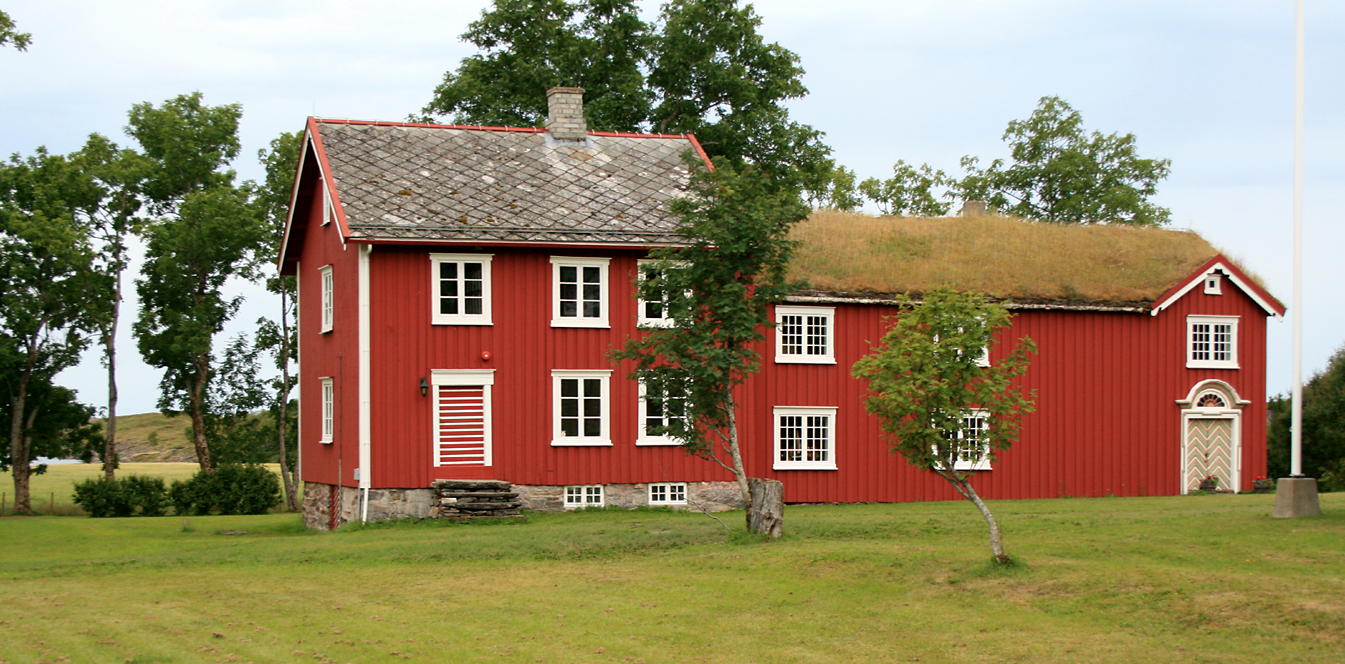
En av byggnaderna i Alstahaugs prästgård.
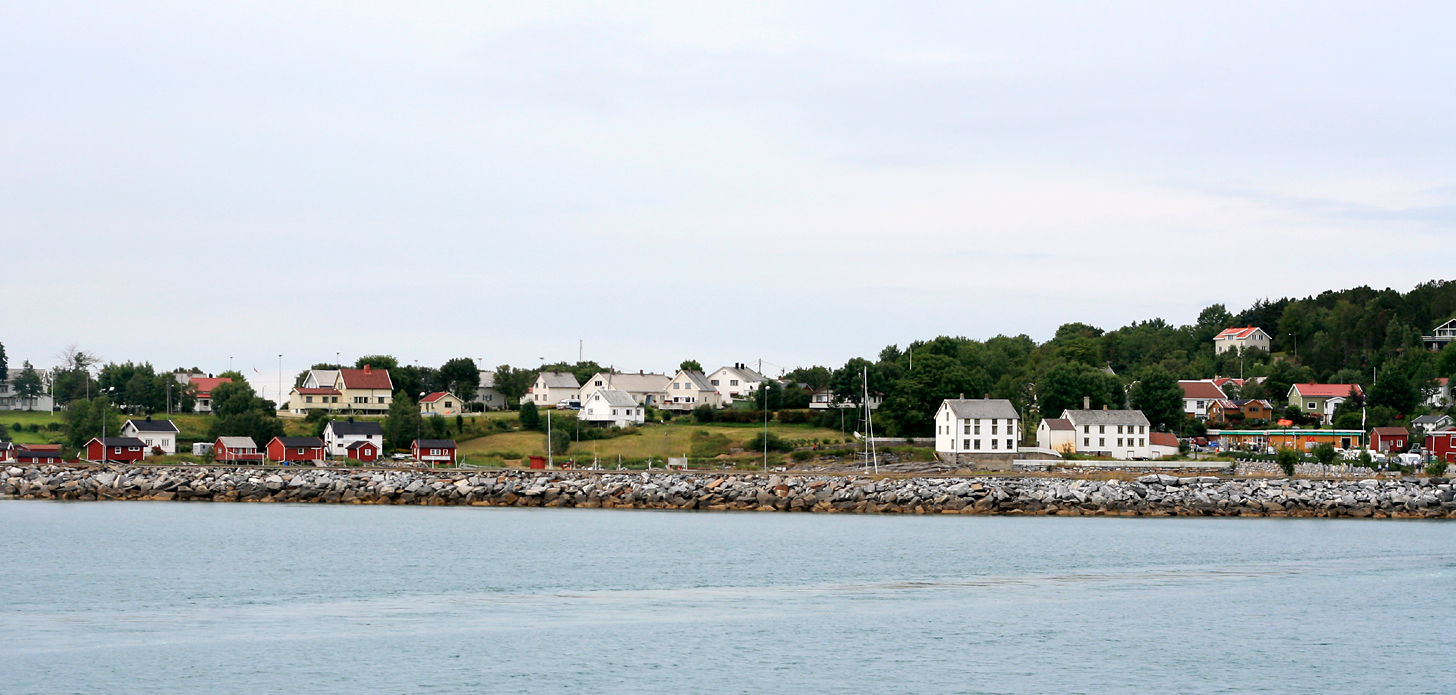
Tjøtta.